# Gaietà Cornet i Palau
Gaietà Cornet i Palau   (Barcelona, 7 d'agost de 1878 - Barcelona, 31 de març de 1945) va ser un enginyer, dibuixant i caricaturista català.

## Biografia
Format artísticament a l'acadèmia Borrell, seguí els estudis d'enginyer industrial, que exercí a la companyia La Maquinista Terrestre y Marítima, fundada pel seu pare, Gaietà Cornet i Mas (també enginyer i popular redactor del Diario de Barcelona mort l'any 1897) i dirigida pels seus oncles, Josep Maria Cornet i Mas. La seva mare era Elvira Palau i Martí natural de Barcelona i morta al 1898 quedant orfe als 20 anys.
S'inicià com a pintor, formant part del grup El Rovell de l'Ou, i fent dibuixos de forma amateur, fins que l'any 1898 pogué publicar els primers dibuixos l'Esquella de la Torratxa, de la qual es convertí en un dibuixant habitual, així com de La Campana de Gràcia, publicacions que acabà abandonant per «incompatibilitat ideològica». Des d'aleshores, seguí dibuixant (auques, cromos, postals, o la revista manuscrita Il Tiberio) fins que s'incorporà a La Veu de Catalunya (1900). Participà en la creació de la revista satírica ¡Cu-Cut! (1902-1912), de la qual seria director artístic i creador del ninot que representava la publicació. A la redacció del 'Cu-Cut! s'hi aplegà el bo i millor de la nova generació de dibuixants catalans: Feliu Elias-Apa, Joan García Junceda i Supervia, Joan Llaverias, Ismael Smith, Opisso, etc.
El 1904 nasqué el seu primer fill, entrà a formar part de l'equip de dibuixants d'En Patufet, i fundà els Grans Tallers de Gravat Bagunyà i Cornet. Obtingué la càtedra de dibuix de l'Escola d'Enginyers Industrials - de la qual seria catedràtic numerari i director auxiliar- i alhora feu de professor de dibuix industrial a l'Escola de Formació Professional de la Diputació de Barcelona. Coincidint amb la desaparició del ¡Cu-Cut!, inicià la seva col·laboració a El Correo Catalán, d'on seria nomenat també director artístic. Dirigí i dibuixà les publicacions per a infants Virolet (1922-31), i L'Esquitx (1931-37) i la revista d'humor Mondial Humor (1912-13), alhora que participà amb els seus dibuixos, acudits i historietes en altres publicacions humorístiques (L'Estevet, El Senyor Canons, El Lliri blanc, D.I.C., El Senyor Daixonses, El Considerat...), d'informació general (Altaveu, La Senyera, Garba...) i infantils (Chiquitín, ¡JaJa!, Kikiriki, Pelele, Niños...). Destacà també com a cartellista i ex-librista, i il·lustrà diversos llibres infantils, especialment volums de la Biblioteca Patufet. Fou fundador de la Unió de Fotogravadors, president de l'Associació d'Enginyers Industrials de Barcelona, vocal del Consell Superior d'Indústria, acadèmic numerari de la Reial Acadèmia de Ciències i Arts, i integrant de les associacions d'Humoristes que celebraren els salons de Barcelona i Reus. Després de la guerra, fou bandejat i apartat del servei docent a l'Escola d'Enginyers Industrials, tot i que seguí dibuixant i participant en exposicions fins a la seva mort, el 31 de març de 1945. Fou enterrat al Cementiri de Montjuïc.

El dibuix de Cornet, sensible a les influències europees, beu dels dibuixants alemanys del Simplicissimus i del francès Caran d'Ache, per conformar un estil propi, característic i ple de personalitat. Tot i la gran quantitat de dibuixos i historietes que Cornet va fer per al públic infantil, la seva especialitat sempre va ser el dibuix i la caricatura de caràcter polític, fins al punt que Raimon Casellas, al volum Els homes d'en Patufet dedicat a Cornet, publicat per l'editorial David, ens diu 
| «                 | En Cornet és caricaturista per temperament, per voler de la naturalesa. Va néixer caricaturista com un altre neix poeta o neix humorista o escriptor satíric. | » |
| — Raimon Casellas | |   |